# Palais Stoclet
Palais Stoclet (nederländska: Stocletpaleis) är en privat stadspalats uppfört av arkitekten Josef Hoffmann mellan 1905 och 1911 i Bryssel för bankmannen och konstsamlaren Adolphe Stoclet. Ansett som Hoffmans mästerverk är Palais Stoclet ett av de mest genomarbetade och lyxiga privata 1900-talshusen.
Huset uppfördes på Bryssels Avenue de Tervueren/Tervurenlaan av Wiener Werkstätte. Trots att den marmorklädda fasaden är radikalt förenklad och förebådar modernismen, har den beställda verk av Gustav Klimt i matsalen, fyra kopparfigurer av skulptören Franz Metzner på toppen och andra hantverk såväl inomhus som utomhus. Denna integration mellan arkitektur, konst och hantverk gör att det utgör ett Gesamtkunstwerk.
Palatset bebos inte längre av Stocletsläkten då baronessan Anny Stoclet gick bort i juni 2002. Det är därför inte längre öppet för besökare. Palatset blev uppsatt på världsarvslistan i juni 2009.